# Carolina De Maegd-Soëp
Carolina De Maegd-Soëp (18 december 1934 - 21 december 2012) was een Belgisch slaviste en gewoon hoogleraar aan de Universiteit Gent.

## Biografie
Ze was een dochter van journalist Jaak Veltman en kleindochter van schrijver Abraham B. Soep.

### Academische loopbaan
In 1962 behaalde ze als eerste studente van de opleiding een licentie in de Oost-Europese taalkunde en geschiedenis. In 1968 promoveerde ze met haar doctoraatsverhandeling De vrouw in het werk en het leven van A.P. Tsjechov. Tot haar emeritaat in 2000 doceerde De Maegd-Soëp Russische letterkunde aan de Universiteit Gent. Samen met haar man, de econoom Hugo De Maegd, lag De Maegd ook mee aan de basis van het Russisch instituut in Gent.
In haar wetenschappelijk onderzoek werd vaak ingezoomd op het thema van de vrouw in de Russische literatuur. Ook besteedde ze aandacht aan de vertaling en receptie van auteurs zoals Maurice Maeterlinck en Louis Paul Boon in Rusland. Daarnaast publiceerde ze talrijke recensies en artikelen in De Standaard der Letteren.

## Publicaties
- De vrouw in het werk en het leven van A.P. Tsjechov, Brugge: Desclée de Brouwer, 1968.
- De progressieve vrouw in de Russische literatuur, Brugge: Desclée de Brouwer, 1970.
- Geweten en waarheid : Trifonov en het drama van de Russische intelligentsia, Antwerpen: Standaard, 1988.